# Courcelles-sous-Châtenois
Courcelles-sous-Châtenois és un municipi francès, situat al departament dels Vosges i a la regió del Gran Est. L'any 2007 tenia 85 habitants.

## Demografia

### Població
El 2007 la població de fet de Courcelles-sous-Châtenois era de 85 persones. Hi havia 36 famílies, de les quals 12 eren unipersonals (4 homes vivint sols i 8 dones vivint soles), 16 parelles sense fills i 8 parelles amb fills.
La població ha evolucionat segons el següent gràfic:
Habitants censats

### Habitatges
El 2007 hi havia 43 habitatges, 37 eren l'habitatge principal de la família i 6 estaven desocupats. 41 eren cases i 2 eren apartaments. Dels 37 habitatges principals, 30 estaven ocupats pels seus propietaris, 6 estaven llogats i ocupats pels llogaters i 1 estava cedit a títol gratuït; 8 tenien tres cambres, 11 en tenien quatre i 18 en tenien cinc o més. 32 habitatges disposaven pel capbaix d'una plaça de pàrquing. A 11 habitatges hi havia un automòbil i a 20 n'hi havia dos o més.

### Piràmide de població
La piràmide de població per edats i sexe el 2009 era:
| Homes | Edats   | Dones |
| ----- | ------- | ----- |
| 0     | 95 o +  | 0     |
| 0     | 90 a 94 | 1     |
| 2     | 85 a 89 | 0     |
| 0     | 80 a 84 | 1     |
| 2     | 75 a 79 | 0     |
| 2     | 70 a 74 | 3     |
| 5     | 65 a 69 | 2     |
| 0     | 60 a 64 | 5     |
| 0     | 55 a 59 | 0     |
| 4     | 50 a 54 | 0     |
| 3     | 45 a 49 | 4     |
| 0     | 40 a 44 | 1     |
| 0     | 35 a 39 | 0     |
| 11    | 30 a 34 | 4     |
| 4     | 25 a 29 | 5     |
| 1     | 20 a 24 | 4     |
| 1     | 15 a 19 | 1     |
| 2     | 10 a 14 | 0     |
| 1     | 5 a 9   | 2     |
| 5     | 0 a 4   | 3     |

## Economia
El 2007 la població en edat de treballar era de 51 persones, 37 eren actives i 14 eren inactives. De les 37 persones actives 33 estaven ocupades (21 homes i 12 dones) i 4 estaven aturades (1 home i 3 dones). De les 14 persones inactives 7 estaven jubilades, 1 estava estudiant i 6 estaven classificades com a «altres inactius».

### Activitats econòmiques
L'únic establiment que hi havia el 2007 era d'una empresa de construcció.
L'únic servei als particulars que hi havia el 2009 era un guixaire pintor.
L'any 2000 a Courcelles-sous-Châtenois hi havia 7 explotacions agrícoles que ocupaven un total de 342 hectàrees.

## Poblacions més properes
El següent diagrama mostra les poblacions més properes.